# Hizaki
Hizaki  (緋咲?), pseudonimo di Masaya Kawamura (川村 雅也?, Kawamura Masaya), (Kyōto, 17 febbraio 1979) è un chitarrista e musicista giapponese.
È attualmente una delle figure più internazionalmente note della scena visual kei, grazie al suo ruolo di primo chitarrista nella band Versailles; contemporaneamente è anche il leader degli Hizaki Grace Project e dei Jupiter.
Nel 2011 rilascia il singolo Prayer, brano strumentale che verrà incluso nella compilation Stand Up Japan!! , che raccoglie brani di vari musicisti di tutto il Giappone, il cui ricavato andrà alle vittime del violento terremoto avvenuto lo stesso anno.

## Discografia
Le specifiche sono indicate fra parentesi "()", eventuali note dopo il punto e virgola ";".

### Crack brain

#### Mini-album
- 23/03/2002 - Reset

#### Singoli
- 2001 - Kankinshitsu no tobira

### Schwardix Marvally

#### Mini-album
- 20/08/2003 - Kairoroku: Dai san shō
- 28/01/2004 - Heavens Romance; due edizioni con cover diverse

#### Raccolte
- 01/01/2007 - Schwardix Marvally: Tenku he no monogatari

### Sulfuric Acid
Di seguito è riportata la sola discografia dei Sulfuric Acid a cui ha collaborato Hizaki.

#### Mini-album
- 27/04/2006 - Sulfurik Acid

#### Raccolte
- 11/10/2006; Kyōsei inyō 03-06 ongenshū (best of)

#### Singoli
- 19/09/2005 - Vanilla Sky
- 28/12/2005 - Akahebi - Kun to mi ta aka no kioku
- 28/12/2005 - Aohebi: Boku no naka no aoi yami

### Node of Scherzo

#### Singoli
31/10/2007 - Node of Scherzo

### Hizaki Grace Project
Il progetto nasce nel 2004, dopo lo scioglimento della precedente band in cui militava Hizaki, gli Schwardix Marvally. Inizialmente il nome della band era semplicemente "Hizaki", al quale venne aggiunto "Grace Project" solo nel 2006. Fino ad allora infatti Hizaki è stato l'unico componente ufficiale del gruppo, e ingaggiava per i lavori discografici cantanti e batteristi turnisti (egli si occupava anche delle parti di basso e tastiere).

#### Album
- 2007 - Dignity of crest
- 2007 - Ruined kingdom

### Versailles
La band venne formata da Kamijo e Hizaki nell'estate del 2006, poco dopo l'annuncio dello scioglimento delle rispettive band.
Il nome della band e la formazione definitiva venne annunciata per la prima volta nella notte del 30 marzo, e il primo concerto della band venne fissato per il 26 giugno ad un evento organizzato da Kamijo alla Liquid Room (リキッドルーム Rikiddo Rūmu?).

#### Album
- 09/07/2008 - Noble
- 20/01/2010 - Jubilee
- 16/06/2011 - Holy Grail

### Jupiter
La formazione della band venne annunciata il 1º aprile del 2013, e il 17 aprile si tenne il primo live al Takadanobaba no Area.

#### Album
- 28/10/2013 - CLASSICAL ELEMENT
- 07/01/2015 - The History of Genesis

#### Singoli
- 24/07/2013 - Blessing of the Future
- 12/03/2014 - Last Moment
- 13/09/2014 - Arcadia
- 26/10/2014 - Koori no naka no shoujo
- 26/08/2015 - Topaz